# Myotis keaysi
Myotis keaysi es una especie de murciélago de la familia Vespertilionidae.

## Distribución geográfica
Se encuentra en Argentina Belice Bolivia, Colombia Costa Rica Ecuador El Salvador Guatemala Honduras, México Nicaragua Panamá, Perú
Trinidad y Tobago y Venezuela.